# Ruth White (Schriftstellerin)
Ruth C. White (* 15. März 1942 in Whitewood, Virginia; † 8. Juni 2017 in Hummelstown, Pennsylvania) war eine US-amerikanische Schriftstellerin.

## Leben
Ruth White wuchs mit ihren Schwestern in der Minenstadt Whitewood im US-Bundesstaat Virginia auf. Im Alter von sechs Jahren verlor sie ihren Vater, einen Minenarbeiter, der während einer Schlägerei starb. Nachdem Ruth White die achte Klasse abgeschlossen hatte, zog die Mutter mit den Kindern nach Michigan. Ruth White kehrte schließlich zurück, um ihren Highschool-Abschluss zu machen, und lebte bei ihren Verwandten. Nach ihrem Abschluss am Montreat Anderson College 1962 und 1966 an der Pfeiffer University arbeitete White von 1966 bis 1976 als Englischlehrerin in Mount Pleasant, North Carolina. Eine Zusatzausbildung als Bibliothekarin schloss sie 1977 an der Queens University of Charlotte ab. Anschließend arbeitete sie von 1977 bis 1981 in Dorchester, South Carolina, von 1981 bis 1985 in Albany, Georgia, und von 1986 bis 1997 in Virginia Beach, Virginia, jeweils als Schulbibliothekarin.
Nachdem sie als Lehrerin zu arbeiten aufgehört hatte und ein Jahr lang zu Hause geblieben war, veröffentlichte White unter dem Namen Ruth White Miller 1977 mit The City Rose ihren ersten Roman. Das Kinderbuch wurde mit einer Nominierung für den Georgia Children’s Book Award bedacht. Ihr zweites Kinderbuch erschien 1988 unter dem Titel Sweet Creek Holler. Ihren größten Erfolg feierte sie mit dem 1996 erschienenen Belle Prater’s Boy. Für ihr fünftes Buch Memories of Summer wurde sie 2001 mit einer Erwähnung auf der Liste der ALA Best Books for Young Adults ausgezeichnet. Alle drei Bücher erschienen jeweils von Bettine Braun übersetzt im Stuttgarter Verlag Freies Geistesleben & Urachhaus. Ihre Bücher wurden unter anderem auch ins Niederländische, Chinesische, Französische, Polnische und Japanische übersetzt.

## Werke (Auswahl)
- The City Rose (1977)
- Sweet Creek Holler (1988; Deutsch: Die Schlangenbrücke, Stuttgart 1992, ISBN 3-7725-1099-X)
- Weeping Willow (1992; Deutsch: Das Lied in der Weide, Stuttgart 1994, ISBN 3-7725-1441-3)
- Belle Prater’s Boy (1996; Deutsch: Wenn der Mond über die Berge kommt, Stuttgart 1997, ISBN 3-7725-1668-8)
- Memories of Summer (2000; Deutsch: Helle Sonne, dunkler Schatten, Stuttgart 2002, ISBN 3-7725-1840-0)
- Tadpole (2003; Deutsch: Nennt mich einfach Tad, Stuttgart 2004, ISBN 3-7725-2249-1)
- Buttermilk Hill (2004)
- The Search for Belle Prater (2005)
- Way Down Deep (2007; Deutsch: Tief da unten, Stuttgart 2007, ISBN 978-3-7725-2139-3)
- A Month of Sundays (2011)
- Mansion of Karma (2014)